# Sweet About Me
Sweet About Me este discul single de debut al cântăreței Gabriella Cilmi. Piesa este primul single extras de pe albumul Lessons to Be Learned.

## Ordinea pieselor

### Varianta pentru Regatul Unit și Australia
1. Sweet About Me
2. Echo Beach
3. This Game[3][4]

### Varianta pentru Regatul Unit, relansare
1. Sweet About Me
2. Sweet About Me (remix Robbie Rivera)

### Remix pentru iTunes și EP live
1. Sweet About Me (remix vocal Sunship)
2. Sweet About Me (remix Savoury de Matthew Herbert)
3. Sweet About Me (remix vocal Ashley Beedle)
4. Sweet About Me (remix Truth & Soul)
5. Sweet About Me (cu Jools Holland)[5]